# Oita Miyoshi Weisse Adler 2019-2020
Questa voce raccoglie le informazioni riguardanti gli Oita Miyoshi Weisse Adler nella stagione 2019-2020.

## Stagione
Gli Oita Miyoshi Weisse Adler partecipano alla stagione 2019-20 senza alcuna denominazione sponsorizzata.
In seguito alla cancellazione della Coppa dell'Imperatore e del Torneo Kurowashiki a causa della pandemia di COVID-19 in Giappone, partecipano alla sola V.League Division 1, classificandosi al nono posto.

## Organigramma societario
Area direttiva
- Presidente: Hiroshi Miyoshi

Area tecnica
- Allenatore: Takashi Ogawa
- Assistente allenatore: Murray Pole Ndlovu, Naoto Kobayashi

## Rosa
| N° | Nome              | Ruolo | Data di nascita  | Nazionalità sportiva |
| -- | ----------------- | ----- | ---------------- | -------------------- |
| 1  | Bryan Bagunas     | S     | 10 ottobre 1997  | Filippine            |
| 2  | Shintaro Tajiri   | P     | 22 giugno 1992   | Giappone             |
| 4  | Masaya Katsu      | S     | 12 luglio 1994   | Giappone             |
| 5  | Motoyuki Ohnishi  | C     | 29 marzo 1996    | Giappone             |
| 6  | Yoshinori Kimoto  | C     | 24 ottobre 1996  | Giappone             |
| 7  | Keisuke Matsuo    | L     | 28 luglio 1996   | Giappone             |
| 8  | Takashi Kawaguchi | C     | 22 marzo 1997    | Giappone             |
| 9  | Kazutoshi Hayashi | C     | 4 febbraio 1995  | Giappone             |
| 10 | Kota Yamada       | S     | 25 novembre 1997 | Giappone             |
| 11 | Tomoya Tsujiguchi | S     | 16 maggio 1991   | Giappone             |
| 12 | Katsuya Ishibashi | S     | 10 ottobre 1992  | Giappone             |
| 13 | Masato Kubota     | L     | 7 agosto 1992    | Giappone             |
| 14 | Yakan Guma        | O     | 11 dicembre 1995 | Ruanda               |
| 15 | Yves Mutabazi     | O     | 26 novembre 1994 | Ruanda               |
| 16 | Yutaka Hamamoto   | S     | 6 luglio 1993    | Giappone             |
| 19 | Taichi Tsujiguchi | S     | 16 maggio 1991   | Giappone             |
| 21 | Naoki Inokuchi    | P     | 27 aprile 1997   | Giappone             |
| 22 | Ryoma Fujioka     | P     | 4 ottobre 1993   | Giappone             |
| 23 | Yuki Fujita       | C     | 11 aprile 1994   | Giappone             |
| 24 | Kouki Komeda      | S     | 14 dicembre 1993 | Giappone             |

## Statistiche

### Statistiche di squadra
| Competizione        | Punti | In casa | In casa | In casa | In trasferta | In trasferta | In trasferta | Totale | Totale | Totale |
| Competizione        | Punti | G       | V       | P       | G            | V            | P            | G      | V      | P      |
| ------------------- | ----- | ------- | ------- | ------- | ------------ | ------------ | ------------ | ------ | ------ | ------ |
| V.League Division 1 | 14    | ?       | ?       | ?       | ?            | ?            | ?            | 27     | 3      | 24     |
| Totale              | -     | ?       | ?       | ?       | ?            | ?            | ?            | 27     | 3      | 24     |

G = partite giocate; V = partite vinte; P = partite perse

### Statistiche dei giocatori
| Giocatore      | V.League Division 1 | V.League Division 1 | V.League Division 1 | V.League Division 1 | V.League Division 1 | Totale | Totale | Totale | Totale | Totale |
| Giocatore      | P                   | PT                  | AV                  | MV                  | BV                  | P      | PT     | AV     | MV     | BV     |
| -------------- | ------------------- | ------------------- | ------------------- | ------------------- | ------------------- | ------ | ------ | ------ | ------ | ------ |
| B. Bagunas     | 25                  | 413                 | 360                 | 33                  | 20                  | 25     | 413    | 360    | 33     | 20     |
| R. Fujioka     | 27                  | 24                  | 6                   | 7                   | 11                  | 27     | 24     | 6      | 7      | 11     |
| Y. Fujita      | 6                   | 7                   | 4                   | 3                   | 0                   | 6      | 7      | 4      | 3      | 0      |
| Y. Guma        | 20                  | 315                 | 294                 | 4                   | 17                  | 20     | 315    | 294    | 4      | 17     |
| Y. Hamamoto    | 27                  | 111                 | 105                 | 1                   | 5                   | 27     | 111    | 105    | 1      | 5      |
| K. Hayashi     | 27                  | 87                  | 59                  | 24                  | 4                   | 27     | 87     | 59     | 24     | 4      |
| N. Inokuchi    | 11                  | 1                   | 1                   | 0                   | 0                   | 11     | 1      | 1      | 0      | 0      |
| K. Ishibashi   | 6                   | 0                   | 0                   | 0                   | 0                   | 6      | 0      | 0      | 0      | 0      |
| M. Katsu       | 27                  | 241                 | 221                 | 13                  | 7                   | 27     | 241    | 221    | 13     | 7      |
| T. Kawaguchi   | 27                  | 71                  | 56                  | 11                  | 4                   | 27     | 71     | 56     | 11     | 4      |
| Y. Kimoto      | 16                  | 7                   | 6                   | 0                   | 1                   | 16     | 7      | 6      | 0      | 1      |
| K. Komeda      | 27                  | 86                  | 75                  | 8                   | 3                   | 27     | 86     | 75     | 8      | 3      |
| M. Kubota      | 27                  | 0                   | 0                   | 0                   | 0                   | 27     | 0      | 0      | 0      | 0      |
| K. Matsuo      | 27                  | 0                   | 0                   | 0                   | 0                   | 27     | 0      | 0      | 0      | 0      |
| Y. Mutabazi    | 2                   | 0                   | 0                   | 0                   | 0                   | 2      | 0      | 0      | 0      | 0      |
| M. Ohnishi     | 25                  | 48                  | 34                  | 12                  | 2                   | 25     | 48     | 34     | 12     | 2      |
| S. Tajiri      | 27                  | 1                   | 1                   | 0                   | 0                   | 27     | 1      | 1      | 0      | 0      |
| Ta. Tsujiguchi | 16                  | 3                   | 3                   | 0                   | 0                   | 16     | 3      | 3      | 0      | 0      |
| To. Tsujiguchi | 6                   | 0                   | 0                   | 0                   | 0                   | 6      | 0      | 0      | 0      | 0      |
| K. Yamada      | 2                   | 0                   | 0                   | 0                   | 0                   | 2      | 0      | 0      | 0      | 0      |

P = presenze; PT = punti totali; AV = attacchi vincenti; MV = muri vincenti; BV = battute vincenti